# Fraa vun Bensem

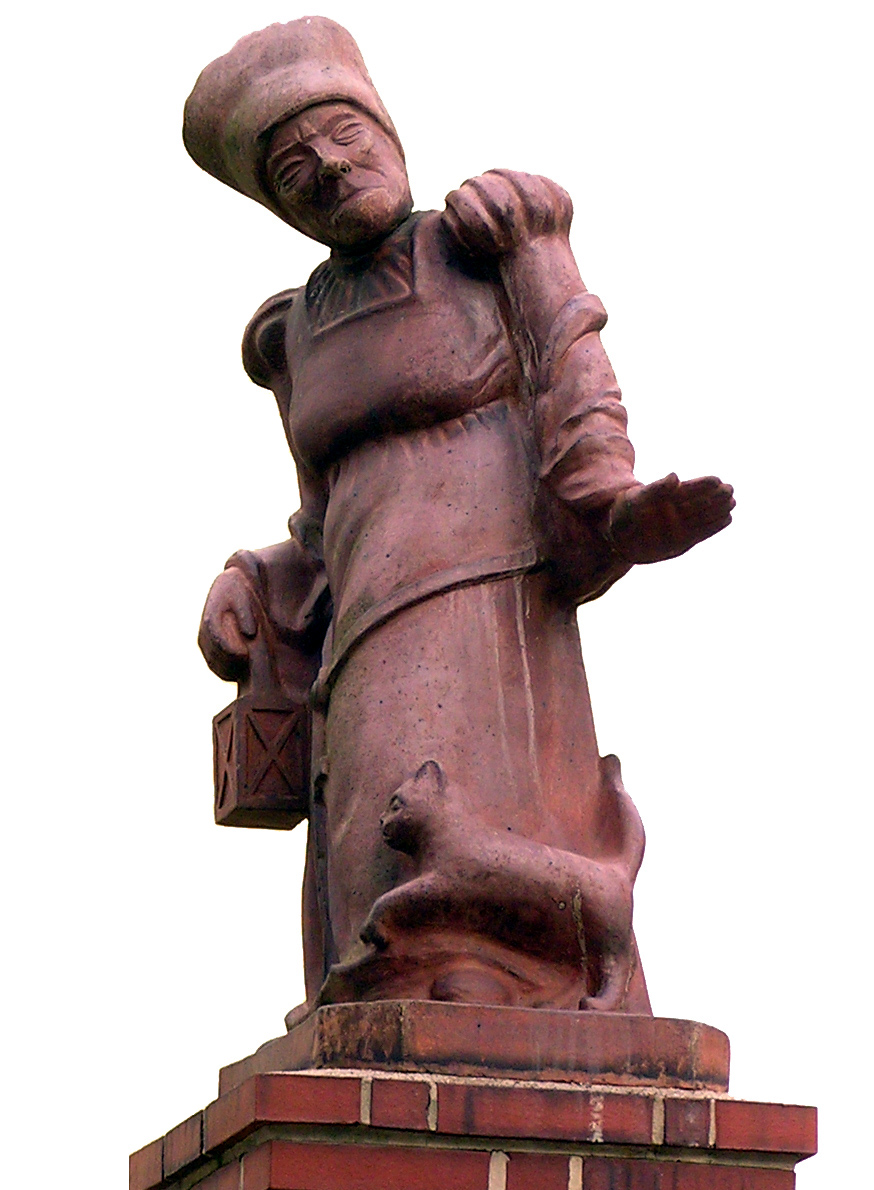
Brunnenfigur der Fraa vun Bensem

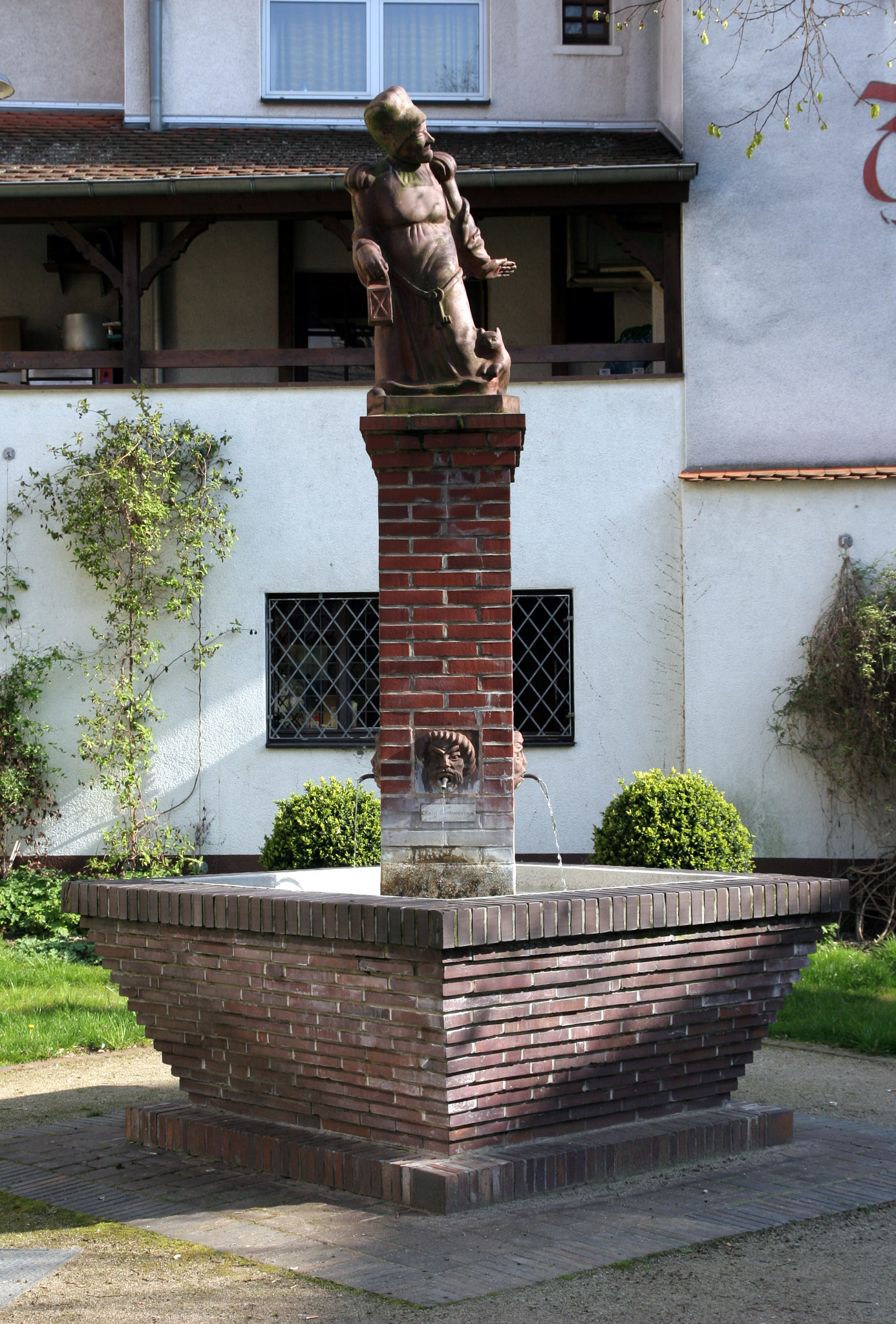
Der Brunnen mit der Figur der Fraa vun Bensem

Die Fraa vun Bensem (hochdeutsch: „Frau von Bensheim“) ist eine sagenhafte Gestalt aus Bensheim an der Bergstraße.

## Geschichtliches

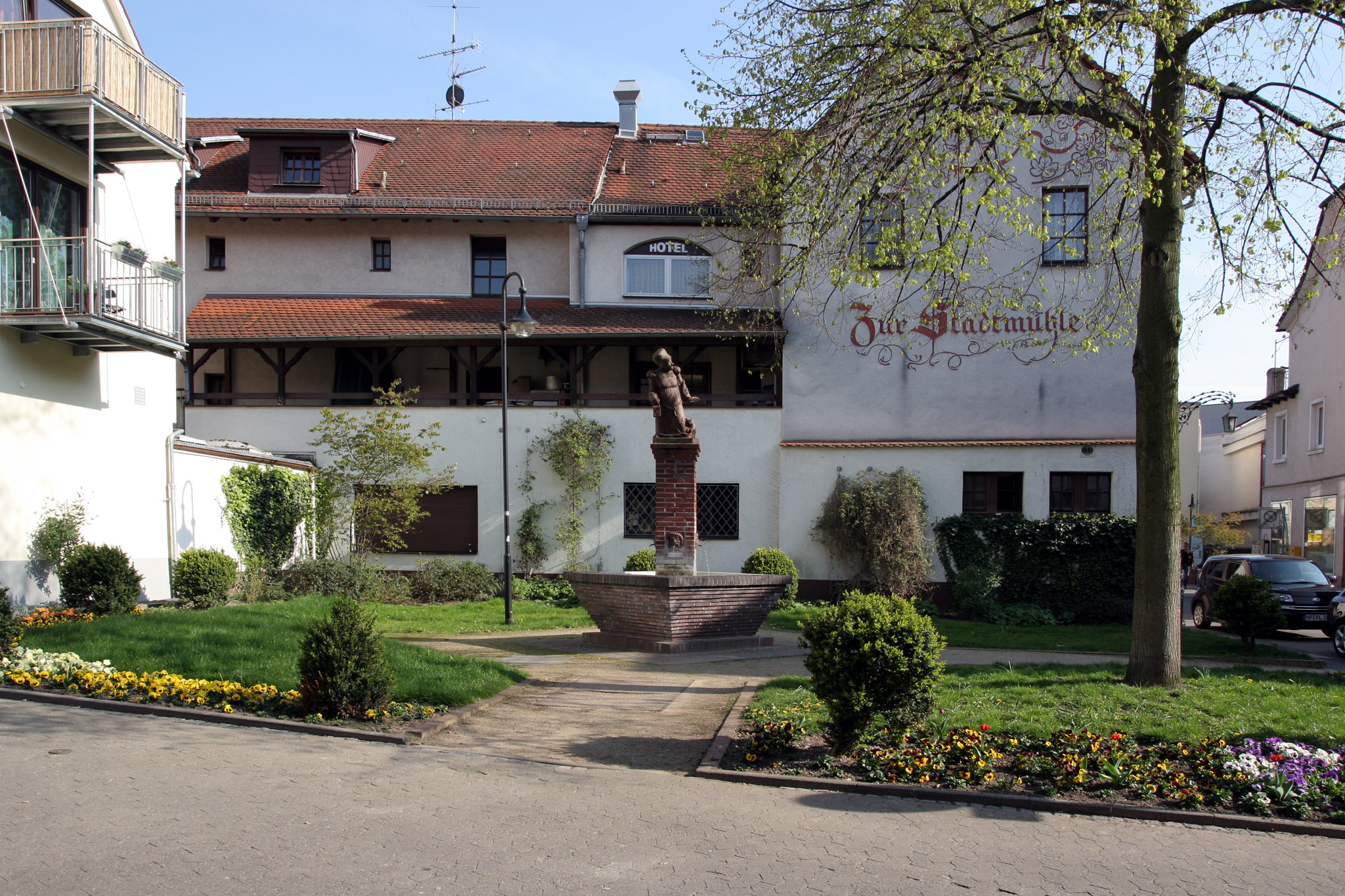
Die Parkanlage mit dem Denkmal der Fraa vun Bensem

Die Fraa vun Bensem soll im Dreißigjährigen Krieg den bayrischen Truppen einen Geheimweg in die Stadt gewiesen haben, als diese am 2. Dezember 1644 in die Stadt eindrangen und die französischen und schwedischen Truppen, die Bensheim am 20. November 1644 erobert hatten, vertrieben. 
Erst viel später bildete sich die Sage der Fraa vun Bensem, worauf sich dann wiederum die erst um Mitte des 19. Jahrhunderts nachweisliche sprichwörtliche Redensart: Hinne rum, Hinne rum wie die Fraa vun Bensem bezieht. Offenbar geht diese aber auf den Bensheimern schon seit alter Zeit – nachweislich schon im Anfang des 16. Jahrhunderts – gemachten Vorwurf zurück, dass sie alle Zeit hinne nach oder hinne her das heißt zu spät kämen.
In einer anderen Quelle (Schreiben des Heppenheimer Burggrafen Gerhard von Waldenburg an den Kurfürsten von Mainz vom 31. Dezember 1625) wird, nachdem Kurmainz während des Dreißigjährigen Krieges wieder die Herrschaft über das Starkenburger Amt antrat und sofort mit der katholischen Gegenreformation begann, berichtet: Nur an einem Ort sei die Sache der katholischen Kirche noch schlecht bestellt: in Bensheim, die dem alten Sprichwort nach, allzeit hinden nach kommen.

## Denkmal
Auf dem Platz bei der Stadtmühle steht als Brunnenfigur ein Denkmal, das an sie erinnert. Das Denkmal mit der Tonfigur der Fraa vun Bensem wurde von dem Auerbacher Künstler Tilmann Zobel gestaltet. Zuvor befand sich an dem Platz die Alte Stadtmühle. Sie wurde 1910 abgerissen. Die Parkanlage, die maßgeblich auf die Initiative des Bensheimer Joseph Stoll zurückzuführen ist, wurde am 30. Mai 1935 eingeweiht. Außer der zentralen Figur befinden sich vier wasserspeiende Landsknechtsmasken am Brunnenstock. Sie wurden ebenfalls in Keramik von der Mannheim-Friedrichsfelder Steinzeugfabrik ausgeführt. Der Brunnen, sowie die gesamte kleine Parkanlage, stehen als Kulturdenkmal unter Denkmalschutz.

## Gegenwart
Beim Bergsträßer Winzerfest, dem Bensheimer Heimat- und Weinfest, zieht die Figur der Fraa vun Bensem im Festzug mit. Sie hatte in der Lokalzeitung, dem Bergsträßer Anzeiger, über 300 Jahre nach ihrem ersten Auftreten eine eigene Kolumne, in der sie sich kritisch zum Lokalgeschehen äußerte.
Seit 1983 amtiert Doris Walter als Fraa vun Bensem.